# Cartoni animati (singolo)
Cartoni animati è un singolo della cantante italiana Rose Villain, pubblicato il 14 aprile 2023 come quinto estratto dall'album in studio di debutto Radio Gotham.

## Video musicale
Il video del brano, diretto dalla stessa Rose Villain, è stato pubblicato in concomitanza con l'uscita del singolo attraverso il canale YouTube della cantante.